# Sinagoga di Rivarolo Mantovano
La sinagoga di Rivarolo Mantovano, oggi dismessa ma in buone condizioni di conservazione, è situata in piazza Giuseppe Finzi. Nel 1903 fu donata come sede della Società di Mutuo Soccorso tra gli operai rivarolesi.

## La storia
L'edificio cinquecentesco della sinagoga ospitava anche la casa del rabbino, al centro di un complesso di palazzi abitati da ebrei fin dal Cinquecento, attorno all'odierna piazza Finzi. La sala di preghiera è ampia, illuminata da quattro finestroni e sormontata da una cupola a crociera con al centro un finto lucernaio con quattro finestre dipinte. L'aron era collocato in una nicchia monumentale, sovrastata dalle tavole della legge. Tutte le pareti sono riccamente decorate con finte colonne, cornici di stucco, porte e finestre dipinte. Da una stretta scala si accede al piccolo matroneo, posto sul lato opposto all'ingresso. 
Con il declino demografico della comunità per l'emigrazione verso i centri maggiori della regione, la sinagoga fu smantellata dei suoi arredi e donata nel 1903 alla Società di Mutuo Soccorso tra gli operai rivarolesi. Nella comunità ebraica di Rivarolo Mantovano, la memoria di Giuseppe Finzi, uno dei martiri di Belfiore alimentava vivissimi sentimenti patriottici e garibaldini. I lavori di riadattamento non modificarono radicalmente la struttura e l'impianto decorativo della sala. Al posto delle Tavole della Legge fu collocato il ritratto di Giuseppe Garibaldi, presidente onorario dell'associazione, e nella nicchia dell'aron fu dipinta la lettera di ringraziamento che l'eroe dei due Mondi aveva inviato nel 1864 ai rivarolesi. Scritte patriottiche sostituirono le antiche iscrizioni in ebraico.
La sala, che si è mantenuta in buono stato di conservazione, è oggi sede occasionale di manifestazioni culturali e visite guidate. 